# 藤宮あさひ
藤宮 あさひ（ふじみや あさひ、1986年1月25日 - ）は、日本の俳優。広島県三原市出身。

## 経歴
小学5年から少年野球を始める。中学、高校時代は主将を務める。
広島県立三原高等学校時代は3年の夏、広島県大会4回戦で元巨人の西村健太朗投手、現広島東洋カープの白濱裕太捕手を擁した広陵高校に負けている。
広島大学理学部数学科卒業。体育会硬式野球部に所属。
大学卒業後、地元広島で就職し、2年目でタイに赴任。
タイでの生活中に心境の変化があり、日本に帰任後、脱サラし俳優活動を行うため上京。
チョコアイスが好きで、趣味はアイスの明治エッセルスーパーカップを開けた瞬間の形に顔を描くスーパーカップアート。
このスーパーカップアートが通算１００個を達成した。
氷菓子のサクレも好きと公言している。
２児の父。

## 出演

### 映画
- 「もし高校野球の女子マネージャーがドラッカーの『マネジメント』を読んだら」（2011年、監督・田中誠） - 桜森高校 宮前役
- 「BADBOYS」（2011年、監督・窪田崇） - ビーストメンバー役

### 自主映画
- 「夜とケイゴカー」（2013年）
- 「こんにちは、最後の夜」（2013年）
- 「揺れるスカート」（2013年）
- 「あがきのうた」（2014年）

### CM
- 三井不動産レジデンシャル 犬の散歩篇（2011年）
- ソニー損保 いろんな愛を乗せている篇（2011年）
- オムニ技研 家路篇（2013年）
- セレモニー 披露宴に置き換えて篇（2014年）

### WEB
- HONDA GIORNO 今すぐ会いたい100人のジョルノボーイNo.007

### 舞台
- オーバースマイル（2012年12月、新宿シアターモリエール 玄武役）
- 解体屋！！BARASHIYA〜そこは残しておくよ〜（2013年6月、シアターグリーン BIG TREE THEATER 仁科満晴役）
- 第14帝国「元帥と七人の侍」（2013年7月、新宿SPACE107 池田中尉役）
- COTA-rs presents 「飛龍伝」（2013年8月、シアターサンモール ひょっとこ、チャーリー役）
- 快賊船 「RRRAWW〜らららわんだふるわあるど〜」（2013年10月、築地ブディストホール 浮田左武郎役）
- 風雲侍LIVE 「風雲BASARA another party」（2014年1月、LIVE cafe HAYASE 明智光秀役）

- 風雲侍LIVE 「風雲BASARA 絆ノ宴」（2014年3月、Shibuya eggman 明智光秀役）
- シアターキューブリック「七人みさき」（2014年5月、あうるすぽっと 勝賀野次郎兵衞役）
- 東京パノラマシアター 「VOGUE〜鏡の国のハサミ〜」（2014年7月、東京芸術劇場 シアターウエスト カメラマン役）
- スタークコーポレーションプロデュース 「QOL」（2014年8月、ザムザ阿佐ヶ谷 栗木圭介役）
- HYBRID PROJECT 「大江戸バックドラフト」（2014年10月、紀伊國屋ホール 爺役）
- 風雲侍LIVE 「風雲BASARA 狂乱」（2014年12月、LIVE cafe HAYASE 明智光秀役）
- THE TRICKTOPS 「アルマ」（2015年1月、中野ザ・ポケット 白鳥役）
- HYBRID PROJECT　アトリエ公演 5th Satelite RANPO chronicle 「憂鬱回廊」（2017年2月、シアターノルン 顔のない人役）
- あサルとピストル 「さよならブルマー」（2017年8月、新中野ワニズホール 弁護士役）
- あサルとピストル 「さよならブルマー」（2017年11月、新中野ワニズホール 弁護士役）
- あサルとピストル 「さよならブルマー」特別公演（2017年11月、原宿アストロホール 民衆役）
- NEXTだめrino Compare！（2018年11月、西萩ターニング）
- 月刊K.E vol3.5 「水無瀬探偵事務所 〜めぐし〜」（2019年1月、池袋木星劇場 石川五郎役）
- 『東京カラーソニック!!』the Stage Vol.2（2023年11月10日 - 19日、天王洲 銀河劇場） - アンサンブル[1]